# De bedste år
De bedste år er en amerikansk film fra 1946 instrueret af William Wyler. Filmen er baseret på MacKinlay Kantors roman Glory for Me. Filmen var en af de første som tog emnet posttraumatisk stress op for stort publikum.

## Plot
De tre amerikanske soldater Fred, Homer og Al vender hjem efter mange års krig. De står over for en række vanskeligheder ved at tilpasse sig samfundet og leve et almindeligt liv. Fred tjente som kaptajn i flyvevåbnet og er plaget af mareridt. Homer var i flåden, hvor han mistede begge hænder, da hans hangarskib sunket. Al var en sergent i infanteriet og kæmpede i Stillehavet.